# Kecskeméti Testedző Egyesület
El Kecskeméti Testedző Egyesület és un club de futbol hongarés, de la ciutat de Kecskemét. Va ser fundat el 1911 i actualment juga a la primera divisió de la lliga hongaresa.

## Història
Evolució del nom:
- 1911: Kecskeméti Testedző Egyesület
- 1999: fusió amb Kecskeméti TE esdevenint Kecskeméti SC

## Equip tècnic
1. Entrenador:  István Urbányi
2. Segon entrenador:  László Czéh
3. Entrenador de porters:  Sándor Erdei
4. Recuperador:  Tibor Dóra

## Palmarés

### Tornejos nacionals
- Segona Lliga hongaresa: 2008